# Cantonul Paimbœuf
Cantonul Paimbœuf este un canton din arondismentul Saint-Nazaire, departamentul Loire-Atlantique, regiunea Pays de la Loire, Franța.

## Comune
- Corsept
- Paimbœuf (reședință)
- Saint-Brevin-les-Pins